# Aleksandr Harutiunian
Aleksandr Grigorí Harutiunian (Yerevan, Armènia, 23 de setembre de 1920 - Yerevan, 28 de març de 2012) va ser un pianista i compositor armeni a l'URSS, àmpliament conegut pel seu Concert per a trompeta de 1950. Professor al Conservatori Estatal Komitàs de Yerevan, va rebre nombrosos guardons per la seva trajectòria, entre ells el Premi Estatal de l’URSS (Premi Stalin) el 1949 i el títol d’Artista del Poble de l’URSS el 1970, així com diverses distincions del seu país natal, Armènia. Va formar part del Grup dels cinc armenis.
La seva música és pràcticament desconeguda a Occident, tot i ser un dels compositors armenis més importants del segle xx, amb una obra molt apreciada a l’Armènia i a la Unió Soviètica.

## Biografia

### Família
El pare d’Alexander, Grigor Harutiunian, fill d’un sacerdot, era oficial militar armeni, però la seva família va morir en una massacre turca el 1918. La mare, Eleanor Gevorgyan, va deixar els estudis d’art per la guerra i el caos polític. Es van casar el 1919 i es van instal·lar a Kars, però poc després van haver de traslladar-se a Yerevan per la inseguretat. Alexander va néixer el 1920, just abans que Kars fos ocupada pels otomans i que l’exèrcit soviètic imposés el seu domini a Armènia, mentre gran part del territori armeni quedava sota control turc.

### Infància
Harutiunian va néixer a Yerevan, aleshores capital de la Primera República d'Armènia (fundada el 1918), que poc després, el 29 de novembre de 1920, va ser ocupada per l’Exèrcit Roig per formar l’Armènia Soviètica. Els seus pares eren Grigor i Eleonora Harutiunian; el seu pare era militar. La dècada de 1920 va ser un període convuls però també marcat per noves possibilitats a Yerevan.
Durant els anys 1920, la vida a Yerevan era molt dura per la guerra, els refugiats i la manca d’aliments. Per això, el jove Harutiunian va ser enviat amb la seva àvia materna, Varsenik Gevorgyan, que vivia a Stepanavan, a la regió nord de Lorí, a Armènia. Allà, en un entorn cultural i intel·lectual ric, va rebre influències importants, com les melodies ashugh, que van marcar el seu interès per l’art i la literatura. Va mantenir una estreta relació amb la seva àvia i tornava sovint a Stepanavan durant les vacances.
En pocs anys, Yerevan es va convertir en el centre cultural d’Armènia soviètica, gràcies a l’arribada de figures com Melikian, Sarian, Tamanian i Spendiarian, que van fundar institucions artístiques i educatives clau i van transformar la ciutat en un pol creatiu on es formaria Aleksandr Harutiunian quan el 1926 va tornar a Yerevan.

### Primers estudis
A Stepanavan, Aleksandr ja havia despertat el seu interès per la música, i els seus pares li van comprar un piano amb el qual, ràpidament, va començar a tocar d’oïda danses populars. Després d’assistir a un concert de l’Orquestra Filharmònica Armènia amb obres de Spendiarian, dirigida pel mateix compositor, va tornar a casa i va reproduir les harmonitzacions de melodies d’ashugh que havia sentit, ajudat pel seu do d’oïda absoluta. Un any després, amb només set anys, es va presentar a una audició davant de Spendiarian al Conservatori, on va interpretar peces apreses d’oïda. Spendiarian el va acollir a la recentment creada classe infantil del Conservatori. Tot i que aquella va ser l’única vegada que es van veure abans de la mort del mestre el 1928, Harutiunian va conservar sempre un viu record de les seves paraules d’ànim.
El grup infantil del Conservatori tenia com a professora Olga Babasian, natural de Yerevan i recentment formada als conservatoris de Tbilissi i Sant Petersburg. Babasian va tornar a Yerevan el 1927 i es va incorporar al professorat del Conservatori Estatal, on va ensenyar fins al final de la seva vida. Babasian va ser la mestra principal de piano d’Harutiunian durant tota la seva etapa d’estudiant a Yerevan: primer al programa infantil del Conservatori (1927–1930), després a l’Escola de Música Aleksandr Spendiarian (un programa extraescolar per a nens i joves; 1930–1934), al grup preparatori del Conservatori (1934–1936) i finalment com a alumne universitari al Conservatori Estatal de Yerevan (1936–1941).
A principis dels anys 1930, amb l'entrada de Stalin tot va canviar. Es va centralitzar el control cultural soviètic, dissolent organitzacions musicals independents i creant unions estatals de compositors a cada república, inclosa Armènia. Tot i això, la supervisió sobre les repúbliques perifèriques va ser limitada fins al 1948, i les primeres composicions de Harutiunian gairebé no mostraven influència del Realisme socialista dominant a les grans capitals russes. En música, això implicava que la música havia d’estar dirigida i ser accessible a un públic proletari (res massa sofisticat o complicat).

### Conservatori de Yerevan
Harutiunian va començar el curs principal d’estudis al Conservatori Estatal de Yerevan el 1936 amb quinze anys. Va entrar al Conservatori a la classe de Sarguís Barkhudarian i Vardges Talyan (composició), influïts per l’escola nacionalista russa del segle XIX i les tradicions musicals populars armènies, cosa que es reflecteix en les primeres obres d'Harutiunian.
Als anys 1920 i 1930, Armènia es va transformar gràcies a la inversió soviètica en cultura i educació. Lenin volia respectar la identitat nacional i crear una cultura socialista pròpia, dirigida per líders locals, evitant la repressió directa de les aspiracions nacionalistes. El sistema soviètic va permetre el nacionalisme cultural a les repúbliques ètniques com a eina per reforçar el socialisme, oferint llibertat cultural però no econòmica ni militar. Es van promoure llengües locals i institucions pròpies, i a Armènia, governada per armenis per primer cop en segles, el nacionalisme cultural va trobar una via d’expressió. La seva primera obra, Dansa armènia (1935), escrita a la classe de composició, es va publicar el 1937.
La producció d’Harutiunian durant la seva etapa al Conservatori reflecteix clarament la influència de la filosofia de Barkhudarian. Totes les seves obres publicades d’aquell període mostren una connexió evident amb l’estil de la cançó popular. Durant els seus primers anys d’estudi amb Barkhudarian, Harutiunian va desenvolupar un mètode compositiu basat en els trets essencials de la música popular armènia. Aquest estil nacionalista també representava un espai segur per experimentar dins del context evolutiu del Realisme Socialista. El 1939, va guanyar el primer premi d’un concurs de composició del Conservatori de Yerevan pel mil·lenari de Sasuntsi Davit. Aquell any va entrar a la Unió de Compositors Armenis Soviètics i va rebre l’encàrrec d’escriure una obra per al concert final de la dekada armènia a Moscou.
El 1941 va acabar els estudis a Yerevan amb honors, i el tribunal examinador va recomanar fermament que continués estudis avançats a Moscou.
Després de graduar-se, Harutiunian no va poder estudiar a Moscou per l’esclat de la guerra i va romandre a Yerevan, on va continuar formant-se amb Konstantín Saràdjev, Konstantín Igúmnov i Kristapor Kuixnarian. Durant la guerra, la casa de Saràdjev va ser com un segon conservatori per a Harutiunian i altres joves compositors, on compartien música i reben orientació directa de Saràdjev, que els ajudava a comprendre millor l’orquestració i l’harmonia. Durant els anys de guerra, Saràdjev va donar suport important a Harutiunian, facilitant-li la trobada amb Miaskovski i programant concerts on Harutiunian va interpretar el seu Concert per a piano. També va dirigir l’estrena de la seva obertura patriòtica Mer gortsn ardar ē el 1942 i va impulsar la seva participació en la dekada armènia de Moscou el 1944. Igúmnov, destacat pianista i professor del Conservatori de Moscou, va ser evacuat el 1942 a Yerevan durant la guerra. Conegut per la seva interpretació romàntica i per crear una important escola de piano, Igúmnov va influir també profundament a Harutiunian en la música amb el seu estil líric i emotiu. Un altre desplaçat que va influir a Harutiunian va ser Kuixnarian, que li va ensenyar polifonia i va fomentar la creativitat.

### Conservatori de Moscou
No va ser fins al 1944 que va continuar els estudis al Conservatori de Moscou, amb Guenrikh Litinski, i Nikolai Peikó, entre d'altres. Litinski va influir especialment en l’ús de noves tècniques, formes més grans i va agafar elements de Prokófiev i Khatxaturian. Va ser amb els seus estudis avançats a Moscou que el seu estil va experimentar un canvi més radical. En aquesta etapa, es va allunyar dels models dels compositors nacionalistes armenis, explorant nous paradigmes compositius. El contrapuntista Litinski, el seu professor principal, va tenir una influència clau en el desenvolupament dels elements contrapuntístics en la seva música. També va estudiar de manera deliberada les tècniques de Prokófiev, cosa que el va portar a incorporar un llenguatge compositiu amb trets més evidents de neoclassicisme.
El 1946, el ministeri de Cultura armeni va enviar Harutiunian i altres joves compositors a viure a la Casa de la Cultura Armènia de Moscou per estudiar amb Khatxaturian. Aquest centre, actiu del 1921 al 1953, era un punt de trobada d’intel·lectuals i artistes armenis i un espai dinàmic que combinava formació i difusió artística. Allà, Harutiunian va tenir ocasió de donar a conèixer les seves primeres obres i d’estrènyer vincles amb la comunitat musical a través de concerts i activitats docents. Khatxaturian els va derivar a estudiar amb Guenrikh Litinski. També van rebre classes d’orquestració amb Aleksandr Véprik i de forma amb Viktor Zukerman, especialista en l’anàlisi musical holística soviètica.
El segon any de conservatori, el 1946 Harutiunian va compondre la Sonata polifònica, una obra clau que reflecteix l’impacte de la seva formació contrapuntística amb Litinski, amb un estil neobarroc influït per la tradició russa i armènia. La sonata, formada per tres moviments, va marcar un abans i un després en el seu estil i va avançar el seu gir cap a elements neobarrocs als anys 60.
Harutiunian va finalitzar els seus estudis amb la Cantata sobre la pàtria, estrenada el 1948 a Moscou. Aquesta obra va reflectir bé el context polític de l’època i li va valdre el Premi Stalin de primera categoria, un reconeixement rar -a excepció de Khatxaturian que es considerava del «centre» soviètic-, ja que cap compositor perifèric va rebre un premi de primera categoria en composició excepte Harutiunian, que havia transcendit la categoria armènia i era considerat membre del centre soviètic. Harutiunian va adaptar el seu estil per encaixar amb les exigències polítiques de 1948, fet que pot generar dubtes sobre si era un comunista fidel o si amagava missatges crítics a la seva música, com el cas de Xostakóvitx. Aquesta visió simplificada reflecteix el biaix habitual de la Guerra Freda envers els compositors soviètics, vistos o bé com a còmplices del règim o com a dissidents reprimits.

### Retorn a Yerevan
Després de l’èxit de la Cantata sobre la pàtria i de completar amb èxit els seus estudis, Harutiunian va tornar a Yerevan, on va viure i treballar la resta de la seva vida.
En els anys següents es va fer un nom com a compositor, sobretot a través de la seva cantata sobre la seva terra natal i el seu Concert per a trompeta. El concert per a trompeta en particular el va donar a conèixer internacionalment. Va esdevenir director artístic de la Societat Filharmònica Armènia el 1954, càrrec que va ocupar fins al 1990. També va destacar com a pianista. També es va incorporar al personal del conservatori (que havia estat rebatejat com a Conservatori Komitàs en memòria del primer compositor nacionalista d’Armènia, Komitàs Vardapet) el 1962, i se li va concedir una càtedra el 1977, que va ocupar fins a l'any 2008. Va ser guardonat amb nombrosos premis estatals soviètics, com ara el Premi Stalin (1949), l’Artista del Poble d’Armènia (1962), l’Artista del Poble de l’URSS (1970) i el Ciutadà honorífic de Yerevan (1987). Com a compositor armeni soviètic, gairebé tota la seva producció va deixar d’editar-se amb la desaparició de les editorials estatals soviètiques el 1991.
La seva música ha estat interpretada per molts músics distingits, destacant Ievgueni Mravinski, Valeri Guérguiev, Serguei Khatxaturian, Ilya Grubert i Jack Liebeck. Harutiunian va morir el 28 de març de 2012 i va ser enterrat al panteó Komitàs.
L'any 1950 es va casar amb Tamara Odenova, amb qui va tenir una filla, Narine, nascuda el 1951, i un fill, Suren, nascut el 1953.

## Estil

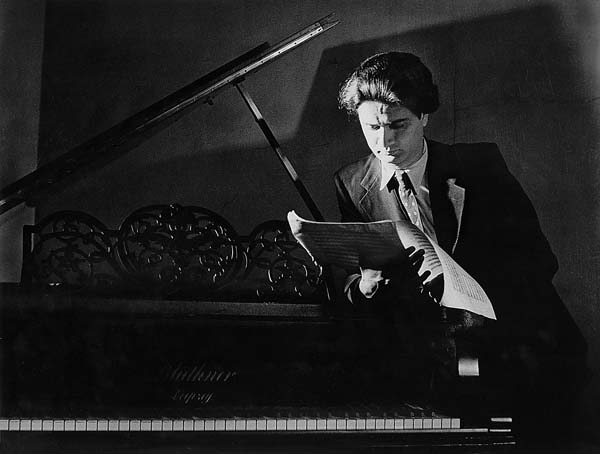
Aleksandr Harutiunian

Tot i que l'estil de Harutiunian és en general força coherent, en la seva obra es poden reconèixer tres períodes: en primer lloc, una fase en la qual la música popular armènia va tenir un paper important juntament amb un cert pathos, cap als anys seixanta un augment del gir cap al neoclassicisme i les característiques del barroc. Finalment una síntesi d'aquestes dues direccions. Harutiunian va escriure una música molt única que revela arrels i influències diverses. El folklore de la seva terra sempre va ser important per a ell. Al mateix temps, però, va estar fortament vinculat a la tradició d'Europa occidental incorporant elements de l'època barroca i romàntica al seu llenguatge musical. Un focus particular es posa en l'element concert; Sabia mostrar certs instruments amb molta habilitat. La música de Harutiunian també és extremadament vital, de vegades gairebé "musical" i també molt emotiva: el ventall d'emocions expressades és molt gran. El seu estil també es caracteritza per una polifonia pronunciada i melodies enganxoses, semblants al folk. Harutiunian sempre va mantenir el marc d'una tonalitat ampliada, principalment modal. La seva música no causa cap problema per a l'oient. És difícil identificar models directes perquè tenia un estil personal distintiu.
Harutiunian, tot i inspirar-se en la generació anterior —en especial la polifonia de Komitàs, l’estil orquestral d'Alexander Spendiaryan i l’harmonia d’Aram Khatxaturian—, posa l’èmfasi en el vitalisme i l’emoció musical, recreant melodies folklòriques i explorant un lirisme ric i personal, especialment en els moviments lents.
L’orientació estilística d’Harutiunian combina elements romàntics i clàssics reinterpretats des d’una òptica moderna. El seu llenguatge musical es manté fidel a estructures tradicionals, com la forma concertant, que fa servir tant en peces solistes com en obres simfòniques o de cambra. A la seva única òpera, Sayat-Nova (1967), transforma el famós trobador armeni del segle XVIII en una figura mítica comparable als mestres cantaires de la tradició europea, guanyador d’un duel artístic a través del cant.

## Obres

### Òpera
- Sayat-Nova en tres actes, llibret: H. Khanjyan (1969)

### Per a orquestra
- Festive Ode and March per a orquestra simfònica (1947, manuscrit)
- Festive Overture per a orquestra simfònica (1949)
- Armenian Dances per a orquestra simfònica en 5 moviments (1952)
- Simfonia en 4 moviments (1957, dedicada a Tamara Odenova, esposa i amiga)
- Concert Waltz per a orquestra simfònica (de la música per a la pel·lícula About my Friend, 1958)
- Sinfonietta per a orquestra de corda en 4 moviments (1966, dedicada a l’Orquestra de Cambra Armènia)
- Rèquiem per a orquestra simfònica (1975, manuscrit)
- Tema amb variacions per a orquestra de corda (1986, manuscrit)

### Per a solista i orquestra
- Concert per a piano i orquestra simfònica en 3 moviments (1941, manuscrit; els moviments II i III estan orquestrats)
- Concert per a veu i orquestra simfònica en 3 moviments (1950, manuscrit)
- Concert per a trompeta i orquestra en la bemoll major (1950, dedicat a Haykaz Mesiayan)
- Concertino per a piano i orquestra simfònica en 3 moviments (1951, dedicat a Narine Harutiunian)
- Tema i 5 capricis per a veu i orquestra simfònica (1959, manuscrit, dedicat a Gohar Gasparyan)
- Concert per a trompa i orquestra simfònica en 3 moviments (1962, nova edició – 1985)
- Concert-fantasia 5 contrastos per a quintet de vent i orquestra simfònica (1964)
- Sinfonietta per a orquestra de corda en 4 moviments (1966)
- Tema amb variacions per a trompeta i orquestra simfònica (1973, dedicat a Yuri Balyan)
- Les nostres cançons antigues – rapsòdia per a piano, cordes i percussió (1974)
- Concertino per a violoncel i petita orquestra simfònica en 3 moviments (1976, manuscrit)
- Poema per a violoncel i orquestra simfònica (1974)
- Poema-elegia per a trompa i orquestra simfònica (1977)
- Concert per a oboè i orquestra simfònica en 3 moviments (partitura per a piano, 1977)
- Concert per a flauta i orquestra de corda en 2 moviments (1980, partitura per a piano, dedicat a Alexander Korneyev)
- Concert per a violí i orquestra de corda en 4 moviments (1988, dedicat a Ruben Aharonyan: Suïssa, BIM, 1988)
- Rapsòdia per a trompeta i banda moderna (1990: Nova York, Peters 1991)
- Concert per a trombó i orquestra simfònica en 3 moviments (1991, dedicat a Michel Beke: Suïssa, BIM, 1991)
- Concert per a tuba i orquestra simfònica en 3 moviments (1992, dedicat a Roger Bobo: Suïssa, BIM, 1992)

### Per a conjunts
- Cançó sobre l’Aragats per a conjunt de violoncels i piano (1945, manuscrit)
- Quartet de corda en 3 moviments (1947, nova edició – 1984, manuscrit)
- Petita obertura per a conjunt de violins i piano (1967: Yerevan, Archesh 2000)
- Dedicat a Komitas per a conjunt de violins i piano (1969, manuscrit)
- Suite per a quintet de vent en 4 moviments (1978, nova edició – 1980: Suïssa, BIM 2007)
- Bosquejos armenis, suite per a quintet de metall en 4 moviments (1984: Suïssa, BIM 1984)
- Dansa dels Sasuntsis per a quartet de corda i piano, arranjament de l’autor (1986, manuscrit)
- Dansa per a quatre trombons (1989: Suïssa, BIM 1989)
- Dues peces per a quatre trombons (1989: Suïssa, BIM 1989)
- Suite per a clarinet, violí i piano en 3 moviments (1993: Tòquio, Zen-On 1994)
- Suite per a oboè, trompa i piano en 3 moviments (1998: Tòquio, Zen-On 1998)

#### Per a violí i piano
- Dansa (1947)
- Poema-sonata (1985, dedicat a Eduard Tadevosyan: Tòquio, Zen-On 1999)
- Concert per a violí i orquestra simfònica (partitura per a piano, 1988: Suïssa, BIM 1988)

#### Per a viola i piano
- Sonata Retro en 3 moviments (1983: Tòquio, Zen-On 2004)

#### Per a violoncel i piano
- Impromptu (1941: Tòquio, Zen-On 1994)
- Concertino (partitura per a piano, 1976)
- Ària (1987: Sovetski Kompositor 1990)
- Poema (partitura per a piano, 1974)

#### Per a trompeta i piano
- Concert per a trompeta i orquestra (partitura per a piano, 1950)
- Concert scherzo (1955, versió de l’autor per a trompeta i orquestra simfònica: Suïssa, BIM 1990)
- Tema amb variacions per a trompeta i orquestra (partitura per a piano, 1973)
- Ària i scherzo (1983: París, Leduc 1987)
- Elegia (1990: Suïssa, BIM 1990)

### Per a piano
- Dansa armènia (1935)
- Pastoral (1936)
- Quatre preludis (1937)
- Tema amb variacions (1937)
- Tres preludis (1938)
- Preludi-poema (1943, dedicat a Konstantin Igumnov)
- Sonata polifònica en 3 moviments (1946)
- Humoresque [imitació de Prokófiev] (1947)
- Tres quadres musicals (1960, dedicat a Ketti Malkhasyan: Tòquio, Zen-On 1999)
- Sonatina en 3 moviments (1967)
- Sis estats d’ànim (1976, dedicat a Villi Sargsyan: Yerevan, Archesh 2002)
- Elegia (1989, manuscrit)
- Quadre humorístic (1991)
- Àlbum infantil (2004: Yerevan, Komitas 2005)

### Per a dos pianos
- Marxa (1939, nova edició – 1976, manuscrit)
- Rapsòdia armènia (1950, coautor – Arno Babajanyan: Tòquio, Zen-On 1994)
- Festiva per a dos pianos i percussió (1961, coautora – Arno Babajanyan: Tòquio, Zen-On 1994)
- Romança
- Cançó trista
- Scherzo
- Dansa
- Vals de la música per al film About my Friend (arranjament de l’autor)

### Vocals
- Cantata sobre la pàtria per a solista, cor i orquestra simfònica en 5 moviments (1948, text d’A. Grashi i Sarmen)
- Concert per a veu i orquestra simfònica en 3 moviments (1950, text d’A. Grashi)
- Canta per a mi per a veu i orquestra simfònica (1952, text de H. Ghukasyan)
- Estic enamorat – quadre vocal per a veu i orquestra (1954, text de H. Ghukasyan)
- Primavera per a octet vocal i orquestra simfònica (1956, text de H. Ghukasyan)
- No oblidaré per a veu i orquestra popular (1956, text de V. Harutyunyan)
- Nits blanques de la música per al film About my Friend (1958, cançó per a mezzosoprano i orquestra simfònica, dels quaderns de Leningrad de M. Doudin)
- Llegenda sobre el poble armeni, poema vocal-simfònic en 4 moviments (1960, text d’A. Grashi)
- Dos vocalises per a veu i orquestra simfònica (1964, dedicat a Zaruhi Dolukhanian)
- Amb la meva pàtria, cançó-cantata per a solistes, cor i orquestra simfònica (1969, text de H. Tumanyan)
- Memorial a la mare, sèrie vocal per a veu i orquestra (1970, text de H. Shiraz)
- Tríptic [Simfonia] per a cor i percussió (1982, manuscrit)
- Voluntat per a solista, cor i piano (1988, text de P. Yavorov)
- Elegia per a cor i piano (1989, dedicat a la memòria de les víctimes del terratrèmol de 1988)

### Per a cor
- Cançó de tardor (1954, text d’A. Grashi)
- Requiem (1965, dedicat a la memòria de les víctimes del genocidi)
- Melodies natives, cicle de cançons (1971-1972)
- Cançó per a Masis (1972, text de L. Duryan)

### Per a veu i piano
- Sàlix, romanç per veu i piano (1939, text d’A. Isahakian)
- Cançó del gusan Lloant Khandut-Khanum segons l’epopeia
- David de Sasun per veu i piano (1939)
- Cançó de bressol per veu i piano de la Cantata sobre la Pàtria (1948)
- Concert per veu i orquestra (partitura per a piano, 1950)
- Primavera i Cançó sobre el Sevan per quartet vocal masculí i piano (1952, text de Sarmen)
- Balada nocturna per baix i piano (1952, text d’A. Grashi, nova edició – 1979)
- El meu amor per veu i piano (1952, text de Y. Belinsky)
- Esperant per mezzosoprano i piano (1952, text d’H. Ghukasyan)
- Canta per a mi per veu i piano (1954, text d’H. Ghukasyan)
- Cançó al vi per baix i piano (1955, text d’H. Shiraz)
- Enamorada per baix i piano (1955, text d’H. Ghukasyan)
- Cançó d’amor de la música de la pel·lícula El meu cor canta per veu i piano (1956, text de G. Registan)
- No oblidaré per veu i piano (1958, manuscrit, text de V. Harutyunyan)
- El meu amic preuat per veu i piano (1958, text de V. Harutyunyan)
- Tema i 5 capritxos per veu i piano (partitura per a piano, 1959)
- Sóc armeni – cançó-monòleg per baríton i piano (1968, text de G. Emin, nova edició – 1978)
- Memorial a la mare – sèrie vocal per veu i piano (1970, text d’H. Shiraz)
- Muntanya feliç – melodia medieval per veu i piano (1973)
- Cançó del borratxo per baríton, baix i piano (1979, text de G. Emin)
- Grua per veu i piano (1981, text de V. Davtyan)
- Primavera per veu i piano (1981, text de V. Davtyan)
- Armènia per veu i piano (1985, text de V. Davtyan)
- Àngels de l’alba per veu i piano (1989, dedicat a la memòria dels infants morts en el terratrèmol; text de V. Davtyan)
- Elegia per soprano i piano [Vocalise] (1989)

### Per a cinema
- Música per al film El meu cor canta (1956, ‘ArmenFilm’, director – H. Melik-Avagyan, coautor – K. Orbelyan)
- Música per al film Sobre el meu amic (1958, ‘ArmenFilm’, director – Y. Yerznkyan)
- Música per al film Nahapet (1977, ‘ArmenFilm’, director – H. Malyan)